# Las Canteras
Las Canteras és un barri de l'est de Montevideo, Uruguai. Limita amb Malvín Norte a l'oest, Maroñas / Parque Guaraní al nord-oest, Bañados de Carrasco al nord i nord-est, Carrasco Norte a l'est, Punta Gorda al sud-est i Malvín al sud.